# Activistisch aandeelhouderschap
Activistisch aandeelhouderschap betreft de wijze waarop aandeelhouders, wettelijk gegroepeerd in de algemene vergadering van aandeelhouders (AVA), zich actief bemoeien met het strategische beleid van de onderneming. Het bestuur van de onderneming, dat door de AVA wordt benoemd, bepaalt dit beleid en het wordt gecontroleerd door de Raad van commissarissen (RvC), die een adviserende en toezichthoudende taak in de vennootschap heeft. De aandeelhouders hebben de functie het bestuur te monitoren en eventueel te corrigeren bij het ontstaan van ongewenste situaties.

## Totstandkoming
Activistisch aandeelhouderschap ontstaat door de configuratie van taken, verantwoordelijkheden en bevoegdheden tussen de verschillende vennootschapsrechterlijke organen van de onderneming. De vormgeving van een goed bestuurde en transparante onderneming was aan het begin van de 21e eeuw zeer actueel door het wereldwijd grote aantal boekhoudschandelen zoals bij Enron, WorldCom, Ahold en Parmalat. Op basis van deze gebeurtenissen zijn nationale en internationale corporate governance codes ontwikkeld om ongewenste situaties voortaan te vermijden. In Nederland is met name de Wet Wijziging Structuurregeling en de code Tabaksblat hiervoor ontworpen. Door deze nieuwe regelgeving zijn de verhoudingen tussen bestuur, RvC en AVA opnieuw vormgegeven.

## Gevolgen
Indien een vennootschaprechterlijk orgaan, in het geval van aandeelhoudersactivisme de AVA, een disproportioneel aantal bevoegdheden heeft om haar taken uit te voeren, kan dit ongewenste siuaties opleveren voor de overige betrokkenen van de onderneming, de zogeheten stakeholders. Onder deze stakeholders zijn met name de werknemers onderhevig aan een groot risico. Voorbeelden van ongewenste gevolgen voor werknemers betreft baanverlies als gevolg van herorganisatie, of de versobering van arbeidsvoorwaarden om de onderneming winstgevender te maken. Een goed voorbeeld in de hedendaagse praktijk is de opsplitsing van de Nederlandse bank ABN AMRO op aandringen van zijn aandeelhouders. Het aantal Nederlandse arbeidsplaatsen dat verloren ging als gevolg van de opsplitsing varieert per bron in aantal van 5.000 tot 11.000 banen.

## Rechtszaken
In het uiterste geval kunnen aandeelhouders kiezen voor het aanspannen van een rechtszaak. In wat beschouwd wordt als een wereldprimeur, legden op 8 augustus 2017 twee Australische aandeelhouders klacht neer tegen de Commonwealth Bank of Australia omdat de bank had nagelaten klimaatrisico's te vermelden in haar jaarrapport over 2016. Ze hadden dit al langer tevergeefs ter sprake gebracht op de vergadering. Een week later ging de bank overstag.